# BMW Concept CS
Le BMW Concept CS est un prototype conçu par le constructeur automobile allemand BMW. Il a pour but de préfigurer les futures directions stylistiques de la marque.

## Présentation
Le Concept CS de BMW est présenté au public au salon automobile de Shanghai qui s'est tenu en avril 2007.

## Design
Le concept car est doté d'une face avant agressive et très expressive, avec des naseaux largement agrandis par rapport aux anciennes productions de la marque. Cependant, la BMW Concept CS reste liée aux fondamentaux stylistiques BMW : naseaux, pli Hofmeister, alternance de surfaces concaves et convexes sur les flancs du véhicule, etc.